# 尤宁维尔 (艾奥瓦州)
尤寧維爾（英語：Unionville）是一個位於美國愛荷華州阿珀努斯縣的城市。

## 地理
尤寧維爾的座標為40°49′07″N 92°41′40″W / 40.81861°N 92.69444°W，而該地的平均海拔高度為291米（即955英尺）。

## 人口
根據2010年美國人口普查的數據，尤寧維爾的面積為1.94平方千米，均為陸地。當地共有人口102人，而人口密度為每平方千米52人。